# Root
A Root cseh black/heavy metal együttes. 1987-ben alakultak Brno-ban. Első nagylemezükön még cseh nyelven énekeltek, későbbi albumaik már angol nyelven szólnak. Korai lemezeik black metal stílusúak, míg későbbi albumaikon a black és a heavy metal műfajait vegyítik. 

## Története
A zenekart Jirí Valter ("Big Boss") és Blackie gitáros alapították 1987-ben. Big Boss szerint a kezdetekben nem ismertek külföldi együtteseket és kazettákat sem cserélgettek. Ugyan a zenekar honlapja szerint első demójuk a "Deep in Hell", biográfiájuk szerint első hivatalos demójukat, a "Reap of Hell"-t a próbák után rögzítették. Első koncertjüket 1988 szeptemberében tartották. Következő demójuk, a "War of Rats" ebben az évben jelent meg, amelyet a "Messengers from Darkness" követett 1989-ben. Big Boss dobolt ezeken a felvételeken. Míg biográfiájuk szerint a "Messengers from Darkness" a harmadik és utolsó demójuk, a diszkográfiájuk szerint a "The Trial" az utolsó.
1990-ben kiadták a 7 černých jezdců / 666 kislemezt, melynek borítóját a Master's Hammer énekese, František Štorm készítette. Első albumuk, a "Zjevení" reklámozása érdekében klipet készítettek a "Hřbitov" című dalhoz, amely a "Death Metal Session" válogatáslemezen jelent meg. A Zjevení borítóját is Štorm készítette. A Zjevení albumot "The Revelation" néven is kiadták. 
Második nagylemezük, a "Hell Symphony" 1992-ben jelent meg. 1993-ban megjelent a harmadik stúdióalbumuk, a "The Temple in the Underworld", a lemezen található "Aposiopesis" dalhoz klip is készült. 1996-ban készült el első koncepcióalbumuk, a "Kärgeräs". Ezt 1999-ben a "The Book" követte. 
2004-ben az Open Hell fesztiválon játszottak a Watainnal, a Törrel és egyéb zenekarokkal. 2011-ben megjelent a "Heritage of Satan" album, amelyen vendégzenészek is szerepeltek: Rune Eriksen, az Aura Noir és az Ava Inferi gitárosa, Adam Darski, a Behemoth énekese, és Erik Danielssen, a Watain énekese. Ő készítette az album borítóját is. Csak Big Boss az egyetlen alapító tag, rajta kívül fontos tagok még Golem basszusgitáros és Ashok gitáros. 2016. szeptember 28-án bejelentették, hogy elkezdtek dolgozni a tizedik albumukon, amely a "Kärgeräs – Return from Oblivion" címet kapta, és az 1996-os "Kärgeräs" album folytatása. 2016. november 25.-én jelent meg.

## Zenei stílusuk, ideológiájuk
A "Legacy" újságírója, Christian Wachter szerint a Root a kezdettől fogva saját stílussal rendelkezik (bár a Venom és a Bathory hatása érezhető), és ők egyike azon kevés zenekaroknak, akik megérdemlik a "kult" jelzőt. A Moonspell nevű portugál metalegyüttes az egyik hatásuknak tette meg őket. A Rock Hard újságírója, Björn Thorsten "az okkult metal úttörőinek" nevezte őket. Big Boss a Sátán Egyháza cseh ágának alapítója is.

## Tagok
- Jiří "Big Boss" Valter – ének (1987–től 1989-ig dobok)
- Igor "Golem" Hubík – basszusgitár
- Aleš "Alesh A.D." Dostál – gitár (1996-1999; 2014–)
- Jan "Hanz" Konečný – gitár
- Pavel "Paul Dread" Kubát – dob

Volt tagok
- Robert "Dr. Fe" Krčmář – ének (1988–1989)
- Zdeněk "Mr. Zet" Odehnal – gitár (1988)
- Petr "Mr. Cross" Kříž – gitár (1989)
- Petr "Mr. Death" Pálenský – gitár (1989)
- Dan "Mr. D.A.N." Janáček – gitár (1990–1992)
- Aleš "Alesh A.D." Dostál – gitár (1996–1999,2014)
- Petr "Blackie" Hošek – gitár (1987–2004)
- Rostislav "Black Drum" Mozga – dob (1989–1991)
- Aleš "Poison" Jedonek – gitár (2005–2007)
- Marek "Deadly" Fryčák – dob (2007–2008)
- Peter Hrnčirík – dob (2009–2010)
- René "Evil" Kostelňák – gitár (2007–2011, 1992–től 2007-ig dobok)
- Marek "Ashok" Šmerda – gitár (1998-2014)

## Diszkográfia
Demók
- 1988	Deep in Hell
- 1988	Reap of Hell
- 1988	War of Rats
- 1989	Messengers from Darkness
- 1989	The Trial

Albumok
- 1990	7 černých jezdců / 666 (kislemez)
- 1990	Zjevení
- 1991	Hell Symphony
- 1992	The Temple in the Underworld
- 1996	Kärgeräs
- 1999	The Book
- 2001	Black Seal
- 2002	DEMA (demókat tartalmazó dupla lemezes válogatáslemez)
- 2003	Madness of the Graves
- 2006	Casilda
- 2007	Daemon Viam Invenient
- 2008	Capturing Sweden (koncertalbum)
- 2011	Heritage of Satan
- 2016	Kärgeräs – Return from Oblivion

DVD-k
- 2006	Deep in Root (dupla lemez)